# Detlev Wulf Bronk

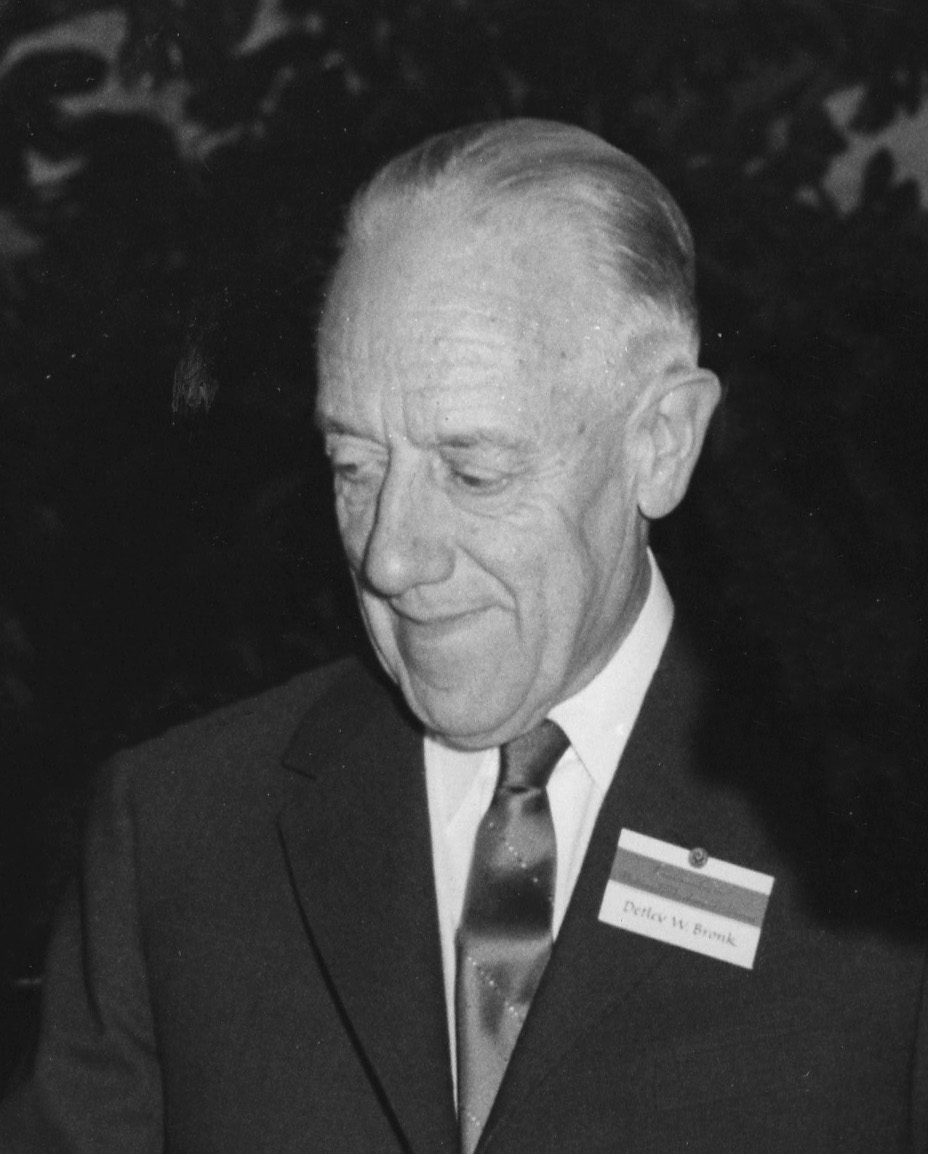
Detlev Wulf Bronk

Detlev Wulf Bronk (* 13. August 1897 in New York City; † 17. November 1975 ebenda) war ein US-amerikanischer Biophysiker und Wissenschaftsmanager. Von 1949 bis 1953 war er Präsident der Johns Hopkins University und von 1953 bis 1968 Direktor des Rockefeller Institute of Medical Research (ab 1965 Rockefeller University).
Bronk stammte aus alteingesessener New Yorker Familie. Einer seiner Vorfahren (Jonas Bronk) war Namensgeber der Bronx, die Vorfahren lassen sich bis auf einen 1710 in die heutigen USA eingewanderten Schmied namens Brunck aus der Pfalz zurückverfolgen. Er studierte am Swarthmore College Elektrotechnik mit dem Bachelor-Abschluss sowie Physik an der University of Michigan mit dem Master-Abschluss 1922 und der Promotion 1924. Schon in seiner Dissertation hatte er sich der Biophysik zugewandt. Er wurde Professor am Swarthmore College und 1929 Professor für Biophysik an der University of Pennsylvania, an der er Direktor der Eldridge Reeves Johnson Foundation for Medical Physics und des Instituts für Neurologie wurde. 1940/41 war er zusätzlich Professor für Physiologie am Medical College der Cornell University. 1948 wurde er (als Nachfolger von Isaiah Bowman) Präsident der Johns Hopkins University und 1953 des Rockefeller Institute.
Sein Hauptforschungsgebiet war Regulation des Nervensystems, zum Beispiel bei der Regulierung des Blutdrucks. Mit M. G. Larrabee fand er eine Abhängigkeit transsynaptischer Erregung von vorheriger Aktivität, ein experimenteller Hinweis auf Gedächtnisphänomene im Synapsensystem. Bronk untersuchte auch die chemische Erregung von Synapsen, die Wärmeerzeugung von Nerven und ihren Sauerstoffverbrauch. In den 1920er Jahren arbeitete er darüber mit Edgar Adrian zusammen, bei dem er 1928 in Cambridge war. Danach war er bei Archibald Vivian Hill in London.
Er war Mitglied der National Academy of Sciences und von 1950 bis 1962 als Nachfolger von Alfred N. Richards deren Präsident. Bronk erhielt 1968 die National Medal of Science und 1964 die Presidential Medal of Freedom sowie die Public Welfare Medal der National Academy of Sciences. 1934 wurde er zum Mitglied der American Philosophical Society gewählt. Er war seit 1948 Auswärtiges Mitglied der Royal Society. 1961 erhielt er die Benjamin Franklin Medal. 1952 war er Präsident der American Association for the Advancement of Science. Er war Mitglied der American Academy of Arts and Sciences und hielt die Croonian Lecture. Zudem war Bronk Gründer und Präsident der World Academy of Arts and Sciences. Seit 1953 war er Mitglied der Académie des sciences. Der Mount Bronk in der Antarktis ist nach ihm benannt, ebenso der Mondkrater Bronk.